# Big Lake (Minnesota)
Pour les articles homonymes, voir Big Lake.
Big Lake est une ville dans le comté de Sherburne dans l'État du Minnesota aux États-Unis.

## Géographie
Selon le bureau du recensement des États-Unis la ville s'étend sur 20,32 km2.

## Démographie
D'après les chiffres obtenus lors du recensement de 2010, la ville est peuplée de 10 060 personnes. La densité de population est de 495,18 habitants par kilomètre carré. La population de la ville est composée à 92,45 % de blancs, à 1,75 % d'afro-américains, à 0,43 % d'amérindiens et à 2,77 % de personnes d'autres origines.
| 1900 | 1910 | 1920 | 1930 | 1940 | 1950 | 1960 | 1970  | 1980  |
| ---- | ---- | ---- | ---- | ---- | ---- | ---- | ----- | ----- |
| 177  | 229  | 361  | 417  | 442  | 480  | 610  | 1 015 | 2 210 |

| 1990  | 2000  | 2010   | - | - | - | - | - | - |
| ----- | ----- | ------ | - | - | - | - | - | - |
| 3 113 | 6 063 | 10 060 | - | - | - | - | - | - |